# Bailo (República de Venecia)

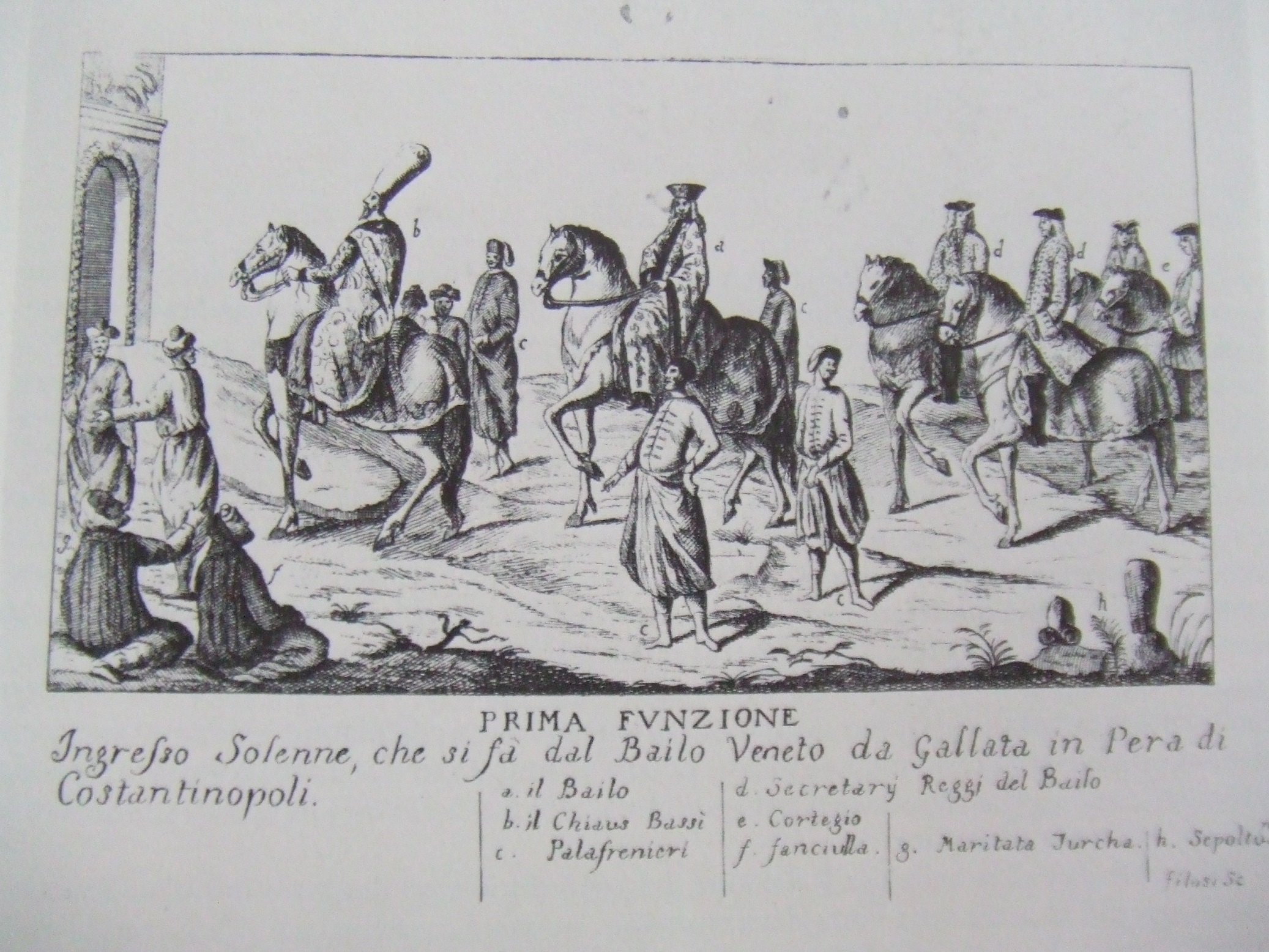
Autor:Unspecified, late 17th to early 18th century. Property of Museo Correr, Venice

Bailo o baylo (plural baili o bayli) es un título veneciano que deriva del término latino baiulus, que significa "portador". En español, puede traducirse como alguacil, o bien como bailey, baili, bailie, bailli o baillie. El cargo de bailo es un bailaggio (a veces anglicismo "bailate"). El término se tradujo al griego como μπαΐουλος (baioulos), pero Nicéforo Gregoras lo tradujo como ἐπίτροπος (epitropos, mayordomo) o ἔφορος (ephoros, supervisor).
En la Edad Media, un bailo era un embajador residente de la República de Venecia. Los baili más famosos fueron los de Constantinopla, que fueron, desde 1268, los embajadores venecianos ante la corte bizantina y, después de 1453, ante el gobierno otomano. También hubo baili permanentes en Negroponte, Durazzo y Corfú. Los Baili también fueron enviados para representar los intereses venecianos en las cortes de Chipre, Acre (Jerusalén), Armenia y Trebisonda. A mediados del siglo XIII, los cónsules venecianos en Tiro y Trípoli en el reino de Acre fueron ascendidos al rango de bailo. Venecia también envió baili para supervisar sus colonias en Alepo, Antivari, Koroni, Modon, Nauplia, Patras y Tenedos.
El término baiulus se utilizó por primera vez en documentos venecianos traducidos del árabe en el siglo XII. Originalmente se utilizó para referirse a los funcionarios musulmanes, pero en el siglo XIII pasó a aplicarse a los enviados especiales enviados por Venecia para gobernar sus colonias en la Grecia franca. Estos gobernadores hacían las veces de diplomáticos. Dirigían los tribunales de los colonos venecianos, recaudaban impuestos y derechos de aduana y supervisaban el comercio veneciano. Cada uno de ellos estaba asistido por una cancillería (dirigida por un canciller) y un Consejo de los Doce, compuesto por los hombres más importantes de la colonia y que seguía el modelo del Consejo de los Diez de Venecia. Cada uno tenía un capellán, un médico y un intérprete (o dragomán ). Cada uno enviaba informes periódicos a Venecia sobre la política local, los asuntos de la colonia y, lo que es más importante, los precios y cantidades de mercancías en el mercado local. Era el superior de los cónsules que operaban en el mismo país.
A fines del siglo XV, el cargo de bailo había desaparecido en su mayoría, y los que operaban en suelo extranjero se degradaron a cónsules y los que gobernaban los territorios venecianos se denominaron rectores, capitanes o podestà. Los bailates de Constantinopla y Corfú, sin embargo, sobrevivieron hasta el final de la república en 1797.

## Otras lecturas
- Maria Pia Pedani, "Elenco degli inviati diplomatici veneziani presso i sovrani ottomani", Electronic Journal of Oriental Studies 5, 4 (2002): 1–54.